# Каваками (Нагано)
Каваками (яп. 川上村 Каваками-мура) — село в Японии, находящееся в уезде Минамисаку префектуры Нагано. Площадь села составляет 209,61 км², население — 4488 человек (1 августа 2014), плотность населения — 21,41 чел./км².

## Географическое положение
Село расположено на острове Хонсю в префектуре Нагано региона Тюбу. С ним граничат города Хокуто, Кофу, Яманаси, Титибу и сёла Минамимаки, Минамиаики, Уэно.

## Население
Население села составляет 4488 человек (1 августа 2014), а плотность — 21,41 чел./км². Изменение численности населения с 1980 по 2005 годы:
| 1980 | 4632 чел. |  |
| 1985 | 4711 чел. |  |
| 1990 | 4722 чел. |  |
| 1995 | 4957 чел. |  |
| 2000 | 4908 чел. |  |
| 2005 | 4759 чел. |  |

## Символика
Деревом села считается лиственница, цветком — Hymenanthes, птицей — Cettia diphone.